# Triệu Tiệp dư (Hán Vũ Đế)
Hiếu Vũ Triệu Tiệp dư (chữ Hán: 孝武趙婕妤; 113 TCN - 88 TCN), thường gọi Câu Dặc phu nhân (钩弋夫人), Hán thư gọi là Hiếu Vũ Câu Dặc Triệu Tiệp dư (孝武鉤弋趙婕妤), là một phi tần của Hán Vũ Đế Lưu Triệt, còn được biết đến là mẹ đẻ của Hán Chiêu Đế Lưu Phất Lăng.
Truyền thuyết về cái chết của bà rất nổi tiếng trong lịch sử. Tương truyền khi đó, Hán Vũ Đế tuổi đã cao, chỉ định con út Lưu Phất Lăng làm Thái tử. Lo sợ việc Thái tử kế vị còn quá nhỏ tuổi, [Tử ấu mẫu tráng; 子幼母壯]; mà Triệu Tiệp dư còn trẻ sẽ làm Hoàng thái hậu, lâm triều xưng chế như Lữ hậu trước kia, nên Hán Vũ Đế đã ra lệnh xử tử bà.

## Tiểu sử
Triệu Tiệp dư người huyện Vũ Viên (武垣县) thuộc Hà Giang quốc (河间国, nay là huyện Túc Ninh, tỉnh Hà Bắc). Cha của bà vốn bị phạm tội, bị xử cung hình trở thành Hoạn quan, làm "Trung hoàng môn", chết ở Trường An, được táng ở Ung môn. Bà nổi tiếng trong vùng vì nắm tay của bà từ khi lọt lòng cứ luôn nắm chặt.
Hán Vũ Đế thị sát vùng Hà Giang, nghe một quẻ bói nói rằng ở đây Hoàng đế sẽ có đại cát, vì vùng này có kỳ nữ, Hán Vũ Đế lập tức sai người tìm kiếm. Sau đó, Hán Vũ Đế câu chuyện lạ của Triệu thị bèn triệu kiến. Khi gặp Vũ Đế, tay của Triệu thị bỗng nhiên xòe ra được, bên trong tay nắm rõ một cái móc bằng ngọc, từ đó bà có biệt danh Quyền phu nhân (拳夫人). Quyền phu nhân Triệu thị tiếp tục được phong làm Tiệp dư, cư ngụ tại Câu Dặc cung (鉤弋宮), được gọi là Câu Dặc phu nhân (钩弋夫人), rất được sủng ái (Đại hữu sủng; 大有宠).
Năm Thái Thủy thứ 3 (94 TCN), Triệu Tiệp dư sinh hoàng tử Lưu Phất Lăng (刘弗陵), hiệu [Câu Dặc tử; 钩弋子]. Hoàng tử Lưu Phất Lăng là con trai thứ 6 và là con trai út của Hán Vũ Đế. Tương truyền, Triệu thị mang thai tới 14 tháng, bằng số thời gian mà Đế Nghiêu được mang thai; sử quan biết chuyện tâu lên chúc mừng lên, Hán Vũ Đế tuổi già nghe tin ấy mà mừng vui, hạ chiếu đổi tên cửa của Câu Dặc cung làm Nghiêu Mẫu môn (堯母門).
Năm Chinh Hòa thứ 2 (91 TCN), phát sinh Họa Vu cổ. Lệ Thái tử Lưu Cứ cùng Hoàng hậu Vệ Tử Phu đều bị hạ bệ, ngôi vị Thái tử của Hán Vũ Đế bị để trống. Vào lúc này, những người con trai khác của Hán Vũ Đế bắt đầu có ý ngó đến ngôi vị Thái tử. Khi ấy, ngoại trừ Lệ Thái tử Lưu Cứ, Hán Vũ Đế còn có con trai thứ Tề Hoài vương Lưu Hoành và Xương Ấp vương Lưu Bác đều do sủng thiếp sinh ra, nhưng cả hai đã sớm mất, Yên vương Lưu Đán và Quảng Lăng vương Lưu Tư không được sủng ái, còn con trai của Triệu thị là Lưu Phất Lăng lại rất nhỏ. Trong khoảng năm Chinh Hòa thứ 3 đến thứ 4 (90 TCN đến 89 TCN), Hán Vũ Đế cho rằng Lưu Phất Lăng tuy chỉ mới 6 tuổi, nhưng rất thông minh, dự bị lập làm Thái tử.
Năm Hậu Nguyên nguyên niên (88 TCN), Triệu Tiệp dư đột ngột qua đời. Cái chết của Triệu Tiệp dư cho đến nay vẫn là một truyền thuyết nổi tiếng trong lịch sử. Sách Hán thư lại ghi rằng, khi ấy Hán Vũ Đế nghỉ ở Cam Tuyền cung, Triệu Tiệp dư theo hầu làm sai, bị quở trách, Tiệp dư buồn bực mà chết.

## Nguyên nhân cái chết
Tuy Hán thư của Ban Cố ghi lại Triệu thị vì bị khiển trách, sinh buồn bực mà mất, thế nhưng truyền thuyết lưu truyền lại hoàn toàn khác biệt, đều cho rằng chính Hán Vũ Đế đã giết chết Triệu Tiệp dư. Câu chuyện của đại thần Chủ Thiếu Tôn (褚少孙) được ghi trong Sử ký đặc biệt có thuật lại sự việc này, và thường được xem là nguyên nhân thật sự dẫn đến cái chết của bà như sau:
| “                              | 上居甘泉宫，召画工图画周公负成王也。於是左右群臣知武帝意欲立少子也。後数日，帝谴责钩弋夫人。夫人脱簪珥叩头。帝曰：“引持去，送掖庭狱！”夫人还顾，帝曰：“趣行，女不得活！”夫人死云阳宫。时暴风扬尘，百姓感伤。使者夜持棺往葬之，封识其处。 其後帝闲居，问左右曰：“人言云何？”左右对曰：“人言且立其子，何去其母乎？”帝曰：“然。是非儿曹愚人所知也。往古国家所以乱也，由主少母壮也。女主独居骄蹇，淫乱自恣，莫能禁也。女不闻吕后邪？” . Hoàng đế ở Cam Tuyền cung, cho họa sư vẽ bức họa Chu Công ôm Chu Thành vương tiếp kiến chư hầu. Vì thế tả hữu quần thần đều biết Hoàng đế có ý lập con trai út kế vị, tức Phất Lăng. Mấy ngày sau, Hoàng đế trách cứ Câu Dặc phu nhân, bà bèn tháo xuống trâm cài, hoa tai, dập đầu thỉnh tội. Hoàng đế sai người đem phu nhân lôi đi, đưa đến cung đình ngục giam cầm. Triệu thị quay đầu lại nhìn, Hoàng đế nói: “Đi mau, ngươi không sống nổi!”. Không lâu Triệu thị chết ở Vân Dương cung. Lúc ấy gió bão quát tro bụi lên đầy trời, dân chúng đều cảm thán đau thương. Sứ giả trong cung nâng quan tài bà đi mai táng. Sau đó, Hoàng đế biết trong dân gian và cung đình đều bất bình trước quyết định xử tử Câu Dặc phu nhân, bèn hỏi chuyện các quan tả hữu rằng: "Người bên ngoài đang nói gì?". Thị tòng hồi đáp:"Bên ngoài hỏi nếu đã chọn lập người con, cớ sao còn bỏ đi người mẹ?". Hoàng đế ung dung trả lời:"A! Những kẻ ngu độn các ngươi vẫn chưa hiểu ư. Từ xưa đến nay, triều đại hỗn loạn, căn nguyên cũng vì 'Chủ thiếu Mẫu tráng'. Nữ chủ độc quyền trong cung cấm, kiêu căng chuyên quyền, gây ra chuyện dâm loạn, lũng đoạn triều cương. Các ngươi chưa nghe qua cớ sự của Lữ hậu ư ?" | ” |
| — 史记·卷四十九·外戚世家第十九 | |   |

Năm Hậu Nguyên thứ 2 (87), mùa xuân, trong lúc hấp hối, Hán Vũ Đế quyết định lập Lưu Phất Lăng làm Thái tử. Nhậm Phụng xa tướng quân Hoắc Quang làm Đại tư mã, Đại tướng quân, phụ tá Tân hoàng đế. Hán Chiêu Đế Lưu Phất Lăng sau khi lên ngôi đã truy phong Triệu Tiệp dư làm Hoàng thái hậu. Ông ra lệnh cho 2 vạn nhân công xây lăng mộ cho mẹ mình, gọi là Vân lăng (雲陵) hoặc Nữ lăng (女陵). Đồng thời truy tôn ngoại tổ phụ làm Thuận Thành hầu (顺成侯).
Về sau, triều đại Bắc Ngụy dựa vào điển tích Hán Vũ Đế giết Câu Dặc phu nhân, mà đề ra quy định trong hậu cung; khi một Hoàng tử được lập làm Thái tử, thì người mẹ phải chết, được gọi là [Sát mẫu lập Tử; 杀母立子]. Quy định này làm hậu cung Bắc Ngụy ai oán một thời, vô số cung phi xem việc sinh hạ Thái tử trở thành ác mộng.